# VD-dev
VD-dev（前身為 Velez & Dubail Dev. Team）是一家創建於 1990 年的法国电子游戏開發工作室。工作室幫助 Atari 開發過數款 GB 以及 GBA 遊戲。从任天堂GBC时代开始制作游戏，主要开发过GBA上几款竞速类作品以及GBC上的《蓝精灵噩梦》，2009年任天堂DS上的《警察新兵》等。
2011年VD-dev公布了旗下任天堂3DS新作品《钢铁降临（Ironfall）》，本作是一款第三人称视角的射击游戏。因为其游戏漏洞成为任天堂3DS早期破解时所被使用的游戏之一，后推出游戏补丁修复。

## 歷史
工作室是由程式設計師 Fernando Velez 以及 平面設計師 Guillaume Dubail 共同創立，一同進行遊戲設計。在 1989 年放棄清版射擊遊戲的概念後，開發出 Jim Power in Mutant Planet。在 1992 年到 1996 年之間，兩人因為軍事徵召而有短暫的分開。從 1996 年起，他們以自己的名義發行遊戲；從 2002 年 (V-Rally 3) 使用 Velez & Dubail Dev. Team 發行；最終在 2007 年以後使用 VD-dev 的名義。Fernando Velez 死於 2016 年 7 月，享年 46 歲。

## 主要作品
- 车神（GBA）
- 蓝精灵噩梦（GBC）
- 警察新兵（任天堂DS）
- 钢铁降临（钢铁陨落）（任天堂3DS）